# Новопокров
Новопокров — деревня в Можайском районе Московской области в составе Порецкого сельского поселения. Численность постоянного населения по Всероссийской переписи 2010 года — 7 человек. До 2006 года Новопокров входил в состав Порецкого сельского округа.
Деревня расположена на северо-западе района, недалеко от границы со Смоленской областью, примерно в 40 км от Можайска, на правом берегу реки Москва-реки, напротив впадения левого притока Мошна, высота центра над уровнем моря 223 м. Ближайшие населённые пункты — Митино на противоположном берегу реки, Чернево в 1 км северо-западнее и Острицы-2 в 1,5 км на запад.
В деревне действует церковь Покрова Пресвятой Богородицы 1820 года постройки. Ранее существовали ещё два храма: Иконы Божией Матери Владимирская и Иконы Божией Матери Знамение, входившие в закрытый в 1928 году Владимиро-Екатерининский монастырь. Также в селе некогда была усадьба Новопокров заложенная в 1780 году, от которой сохранились остатки заброшенного парка.